# Sarcoglyphis pensilis
Sarcoglyphis pensilis är en orkidéart som först beskrevs av Henry Nicholas Ridley, och fick sitt nu gällande namn av Gunnar Seidenfaden. Sarcoglyphis pensilis ingår i släktet Sarcoglyphis och familjen orkidéer. Inga underarter finns listade i Catalogue of Life.